# Stadhuis van Zaltbommel
Het stadhuis van Zaltbommel is een historisch stadhuis aan de Markt in Zaltbommel in de Nederlandse provincie Gelderland. Het rechthoekige bakstenen gebouw werd tussen 1760 en 1763 opgetrokken naar een ontwerp van de Arnhemse architect Anthony Viervant. Op het dak staat een houten klokkentorentje, en aan de voorzijde bevindt zich een bordes met leeuwen.
Tegenwoordig is het gemeentehuis van Zaltbommel gevestigd aan de Hogeweg 11. Het voormalige stadhuis wordt nog af en toe gebruikt voor gemeenteraadsvergaderingen en huwelijksplechtigheden.